# Поміж сірих сутінків
«Поміж сірих сутінків» — дебютний роман американської письменниці литовського походження Рути Шепетіс, виданий у 2011 році. Це підлітковий бестселер The New York Times, у якому йдеться про депортацію народів Балтики під час сталінських репресій середини 20-го століття.
«Поміж сірих сутінків» — це історія п’ятнадцятирічної литовської дівчинки, доньки університетського проректора та щирого патріота Литви. Цього було достатньо, аби репресивна радянська машина назавжди зламала долю дівчинки, її сім’ї й тисячі таких, як вони. Родину Вілкасів розлучають у 1941 році, зганяють у вагони й везуть у невідомість зі страшною назвою Сибір.
Роман перекладено 36 мовами та видано в 40 країнах світу. Українською переклала Ганна Яновська. Видано в 2016 році у видавництві «Клуб сімейного дозвілля».

## Історія написання
Авторка народилась у США, але походить з Литви: її батькові вдалося вивезти сім’ю напередодні депортацій. Деякі їхні родичі таки були депортовані. Роман написано на основі реальних подій, які Рута Шепетіс, будучи на своїй батьківщині, почула від очевидців, яким удалося вижити. 

## Сюжет твору
Ліна Вілкас — 15-річна художниця, яка живе в Каунасі (Литва) зі своєю люблячою родиною. Оповідь починається з того, що головна героїня сідає за стіл писати лист своїй двоюрідній сестрі Йоані, але родинний спокій перервали. 14 червня 1941 року радянські офіцери ввірвалися в її дім, відірвавши її родину від комфортного життя. Відокремлена від батька й змушена сісти в переповнений і брудний вагон, Ліна разом із матір’ю та молодшим братом Йонасом рушили на північ до робочого табору в найхолодніші місця Сибіру. Тут вони змушені за наказом Сталіна копати буряки й боротися за життя в найжорстокіших умовах. Ліна наполегливо працює разом зі своєю матір'ю та братом, щоб вижити.
Прибувши до табору, Ліна та її сім’я змушені жити з Улюшкою, жорстокою, здавалося б, безсердечною жінкою, яка спочатку не любить сім’ю Вілкас і постійно забирає в них їжу та інші товари орендною платою за житло. Елена Вілкас, мама Ліни, добра й щедра до Улюшки, хоча Ліна та її брат Йонас не можуть зрозуміти чому.
Сім'я має хороші стосунки з іншими литовськими депортованими, зокрема Андрюсом Арвідасом, паном Сталасом, пані Грибайте, пані Рімене й Александрасом Лукасом.
Ніколай Крецький –  молодий охоронець, який добре ставиться до сім’ї Вілкасів, якщо поруч немає нікого з НКВС. За його наказом Ліна малювала мапу для енкаведистів. Спочатку він не видається добрим, але  він допомагає Ліні та її матері. Він не хоче завдати шкоди Ліні, якщо тільки він не змушений. Його описують як світловолосого та блакитноокого хлопця. Їхні стосунки з Ліною залишаються важливими протягом усієї книги.
Андрюс Арвідас гарний сімнадцятирічний парубок із золотисто-каштановим волоссям. Він джерело втіхи Ліни. Спочатку вона його не любить, вважаючи його «ідіотом», бо він курив її книжку, подарунок її померлої бабусі, – «Записки Піквікського клубу» Чарльза Дікенса. Їхня дружба розквітає, але стає неспокійною, коли Ліна звинувачує Андрюса та його матір у роботі на НКВС. Виявляється, його матір використовували як повію через її красу, але лише для захисту сина. Андрюс стає хлопцем Ліни і дарує їй нову книгу. Згодом закоханих розлучають, коли сім’ю Ліни перевозять в інший табір. Там вони змушені будувати власний притулок, щоб вижити.
Мама Ліни помирає. Саме тоді, коли Ліна сумнівається, що виживе, з’являється лікар та інспектором трудових таборів і роздає всім ковдри та їжу. Лікар забирає їх додому. Після чергової тривалої подорожі Ліна знаходить Андрюса, і вони одружуються.

## Персонажі
- Ліна Вілкас: 15-річна головна героїня, яку разом із матір’ю та братом забрали до трудового табору.
- Йонас Вілкас: 10-річний брат Ліни. Його мила й невинна особистість проявляється в усій книзі, хоча Ліна налякана емоційними змінами, які він переживає під час їхнього випробування.
- Елена Вілкас: мати Ліни та Йонаса. Любляча добра жінка, яка гине від горя та спроб врятувати своїх дітей, давши їм свій пайок. Вона також вчить своїх дітей, що важливо робити те, що правильно, а не те, що легко.
- Костас Вілкас: батько Ліни та Йонаса, якого розлучають із сім'єю і відправляють до в'язниці в Красноярську. Ніколай Крецький та Іванов стверджували, що Костас помер, але правду вони говорять чи ні, невідомо. Велика частина книги розповідає про відчайдушні спроби Ліни знайти свого батька та зв’язатися з ним.
- Андрюс Арвідас: гарний 17-річний хлопець, якого Ліна та її родина зустрічають у поїзді до трудових таборів. Він закохується в Ліну в еміграції, часто підкрадає їжу та припаси до сім’ї Вілкас і кілька разів рятує їх, знаючи події НКВС. Кажуть, що він і Ліна одружуються в епілозі.
- Пані Арвідас: красива й витончена мати Андрюс. Вона стає повією для НКВС після того, як вони погрожують убити її сина.
- Ніколай Крецький: молодий офіцер НКВС, який допомагає Ліні та її матері. Хоча Ліна вважає його жорстоким і безжальним упродовж більшої частини роману. Насправді він бореться зі своєю роботою через її аморальність. У творі описано, що він бив і штовхав ув’язнених, однак він єдиний член НКВС, який розвертається, коли жінки роздягаються для купання; рятує Елену Вілкас від своїх товаришів-офіцерів, коли вони на неї нападають, і посилає по лікаря, щоб врятувати в’язнів. Загинув у другому таборі.
- Пан Сталас: літній чоловік, збентежений почуттям провини. Він часто скаржиться і хоче, щоб його вбили раніше за НКВС. Пізніше з'ясувалося, що він розкрив особи ув'язнених і їх робочі місця, що призвело до їх ув'язнення. Він став м’якшим до сім’ї Вілкас, згодом допомагає рятувати хворих ув’язнених.
- Йоана: улюблена двоюрідна сестра і найкраща подруга Ліни, яка втікає до Німеччини зі своєю сім'єю до того, як Сталін починає депортацію. Їхня втеча стала причиною ув'язнення сім'ї Вілкас. Йоану постійно згадують у творі, але лише у спогадах. Вона одна з головних героїнь третього роману Шепетіс «Сіль для моря» (2016).
- Іванов: Офіцер НКВС, мабуть, найпідліший із усіх, дозволяє померти багатьом ув’язненим і бачить у цьому гумор.
- Oнa: молода жінка, яку змушують сісти в поїзд відразу після народження дитини. Ні їй, ні її дитині медичної допомоги не надають. Втративши дитину, Она божеволіє, і її розстрілює НКВС.
- Александрас Лукас: сивий чоловік, який одержимий своїм годинником. Він адвокат із Каунаса. Демонструє розум і гідність протягом усього роману, особливо коли депортованих попросили підписати документи, які засуджують їх до ув’язнення.

## Авторка про твір
«Багато тих, кого я зустріла, були молодими, коли їх депортували, і я була дуже вражена тим, що вони розповіли мені, що вони пережили в підлітковому віці в Сибіру».
«Я багато плакала, коли писала початкові чернетки книги. Я думала про членів моєї родини та про те, що вони, мабуть, пережили. Мій батько втік, але багато членів нашої родини не змогли піти».  

## Рецензії на роман
«Нищення людини тоталітарною нелюдською системою зображує і книжка Рити Шепетіс «Поміж сірих сутінків». Цього разу йдеться не про нацистську Німеччину, а про комуністичний Радянський союз. Життя литовської родини руйнується з початком радянської окупації. П’ятнадцятирічна Ліна зі своєю матір’ю і меншим братом опиняються у вагоні, яким везуть депортованих «ворогів народу» до Сибіру в табори. Натуралізм опису вагонів-скотовозів викликає у спогадах «Тигролови» Івана Багряного. Невідомість, яка супроводжує нещасних змучених людей, нелюдські умови, фізичне виснаження, неясні чутки про долю рідних – ось із чим доводиться стикатися героям історії».
«Поміж сірих сутінків» – це сильний, сповнений болю і безсилої люті роман, який, однак, не позбавлений надії. Це гімн людській гідності, доброті і співчуттю, гучний осуд тоталітаризму і сталінського режиму та застереження на майбутнє». 
«Уже з перших речень роману відчувається напруга, що не зникає до останнього. Отож плакати хочеться від самого початку. Але Рута Шепетіс не змушує читача видавлювати сльозу. Складається враження, що вона пише оголену правду – без штучності, спецефектів та драматизму. Авторка відверто описує події, від яких хочеш, але не можеш відвернутися саме тому, що вони живі та справжні. Часом від цієї справжності можна здригнутися. Тривога та біль, як дріт із сірою пташкою, що зображені на кожній сторінці, стягує читача. Впивається то зовсім трохи, то з усієї сили». 

## Цитати з твору
«Він кинув недокурену цигарку на чисту підлогу нашої вітальні і втер її в дошки чоботом. З нами мало статися те саме, що й із цигаркою».
«Що важче: померти чи залишитися в живих? Мені було шістнадцять, я стала сиротою в Сибіру, але я знала. Цю річ я ніколи не ставила під сумнів. Я хотіла жити».
«Моя мама каже, що у світі не знають, що з нами роблять Совєти. Ніхто не знає, чим пожертвували наші батьки. Коли б в інших країнах про це знали, то допомогли б».
«Бо дні мої, як дим, щезають, і мої кості, як жар, тліють».
«Ми опинилися в колгоспі — колективному господарстві, і я мала тепер вирощувати буряки. Я терпіти не могла буряків».
«Ви коли-небудь питали себе, якою є ціна людського життя? Того ранку життя мого брата вартувало кишенькового годинника».
«Чужий поганий вчинок не дає нам права чинити зле».
«Я намагалася вловити закономірність. Як нас добирали до майбутнього перевезення? Закономірності я не бачила. Психологія сталінського терору, схоже, полягала в тому, щоб ніхто не знав, чого чекати далі».

## Екранізація
Основна стаття: Попіл на снігу.

## Визнання

### Нагороди в США
• Бестселер The New York Times
• Міжнародний бестселер
• Номінант премії «Медаль Карнеґі»
• Фіналіст премії William C. Morris
• Визначна книжка за версією The New York Times
• Найкраща дитяча книжка за версією Wall Street Journal
• Володар нагороди «Золотий повітряний змій»
• Визначна книжка за версією Американської бібліотечної асоціації
• Найкраща дитяча книжка 2011 року за версією Publishers Weekly
• Входить до десятки найкращих художніх книжок для молоді за версією YALSA
• Найкраща книжка 2011 року за версією School Library Journal
• Найкраща книжка 2011 року за версією Booklist
• Найкраща книжка 2011 року за версією Kirkus
• Найкращий роман для підлітків 2011 року за версією iTunes
• Вибір Junior Library Guild
• Лауреат премії Notable Books For a Global Society Award
• Фіналіст премії An Indies Choice Book Award
• Володар нагороди Міжнародної асоціації читання у номінації «Книжка для дітей і молоді»
• Переможець Volunteer State Book Award
• Входить до десятки найкращих книжок для підлітків 2011 року за версією Amazon
• Фіналіст премії CYBILS 2011 року
• Вибір National Blue Ribbon за версією Book of the Month Club
• Найкраща книжка 2011 року за версією St. Louis Post Dispatch
• Найкраща книжка 2011 року за версією Columbus Dispatch
• Переможець SCBWI Work-in-Progress Grant
• Переможець конкурсу Georgia Peach Honor Book (штат Джорджія)
• «Жінка року — 2013» за версією президента Музею литовської культури в Чикаго С. Бальзекаса

### Міжнародні нагороди
• Фіналіст премії «Медаль Карнеґі» у Великій Британії
• Фіналіст премії «Книга Луішема» у Великій Британії
• Номінант на звання «Найкраща дитяча книжка» за версією Waterstone у Великій Британії
• Входить до десятки найкращих книжок 2011 року за версією Amazon у Великій Британії
• Володар призу журі «Література молоді Фландрії» у Бельгії
• Переможець Prix RTL Lire у номінації «Найкращий роман для молоді» у Франції
• Переможець Prix Livrentête у Франції
• Фіналіст конкурсу Historia Prize у Франції
• Переможець конкурсу Le Prix des Incorruptibles у Франції
• Переможець конкурсу «Срібляста зірка Пітера Пена» у Швеції
• Володар призу журі Flanders Young Adult Literature у Бельгії
• Переможець конкурсу Prix Farniente у Бельгії
• Лауреат Національної патріотичної премії в Литві
• Лауреат премії «Світовий литовський лідер»
• Номінант «Золотого списку» в Нідерландах
• Найкраща книжка за версією літературного журналу «КНИЖКИ!» в Польщі
• Переможець конкурсу Prix des Libraries du Québec у Канаді
• Фіналіст премії Der Leserpreis у номінації «Вибір читачів» у Німеччині
• Лауреат премії Penguin Teen у номінації «Найкращий прорив» у Австралії
• Фіналіст премії «Медаль сакури» в Японії

## Покликання
1. ↑  Рута, Шепетіс (2016). Between Shades of Gray [Поміж сірих сутінків] (Українською) . Харків: «Клуб сімейного дозвілля». с. 224. ISBN 978-617-12-1517-7.
2. 1 2  An Interview with Ruta Sepetys!. ThirstForFiction (брит.). 2 листопада 2011. Архів оригіналу за 19 листопада 2021. Процитовано 19 листопада 2021.
3. ↑  Книжки про пам'ять. ЛітАкцент - світ сучасної літератури (укр.). 13 березня 2017. Архів оригіналу за 19 листопада 2021. Процитовано 19 листопада 2021.
4. ↑  Рута Шепетіс "Поміж сірих сутінків" | Читай.ua. chytay-ua.com. Архів оригіналу за 19 листопада 2021. Процитовано 19 листопада 2021.
5. ↑  «Поміж сірих сутінків» Рути Шепетіс: на противагу зброї (укр.). Архів оригіналу за 19 листопада 2021. Процитовано 19 листопада 2021.